# Proem
Proem, este pseudonimul muzicianului, compozitorului de muzică electronică și web designer-ului Richard Bailey din Philadelphia, SUA. Compune muzică din 1999, lansându-și albumele și EP-urile la diferite case de discuri, cum ar fi Merck, n5MD, și Hydrant.
Lansând până în prezent zece albume, numeroase EP-uri și remix-uri, Proem este privit drept unul dintre pionierii scenei IDM din Statele Unite ce a început în jurul anului 2000.

## Discografie
Albume:
- (1999) Burn Plate No.1 (CD)  Hydrant Records
- (2001) Negativ (CD) 		Merck Records
- (2001) Among Others (MD) n5MD
- (2004) liveMD[cd?] (CD) 	n5MD
- (2004) Socially Inept (CD) 	Merck Records
- (2004) Songs 4 The City Bus (CD) Coredump Records
- (2006) You Shall Have Ever Been (2xCD) Merck Records
- (2007) A Permanent Solution (CD) n5MD
- (2009) Till There's No Breath (CD)  Nonresponse
- (2010) Enough Conflict (CD)  n5MD
- (2013) Before It Finds You (FLAC)  none

EP-uri:
- (2002) No_Carrier
- (2002) 2=1
- (2000) Too Many Cookies
- (2002) Standard_Naming_Convention
- (2004) Sociallyinept
- (2004) Darker Still
- (2005) Debone
- (2005) Unravel
- (2009) Till There's No Breath Bonus